# Hapcheon-gun
Hapcheon es un condado en el sur de la provincia de Gyeongsang del Sur, Corea del Sur. Templo de Haeinsa es un templo budista construido en el año 802 en Hapcheon-gun.

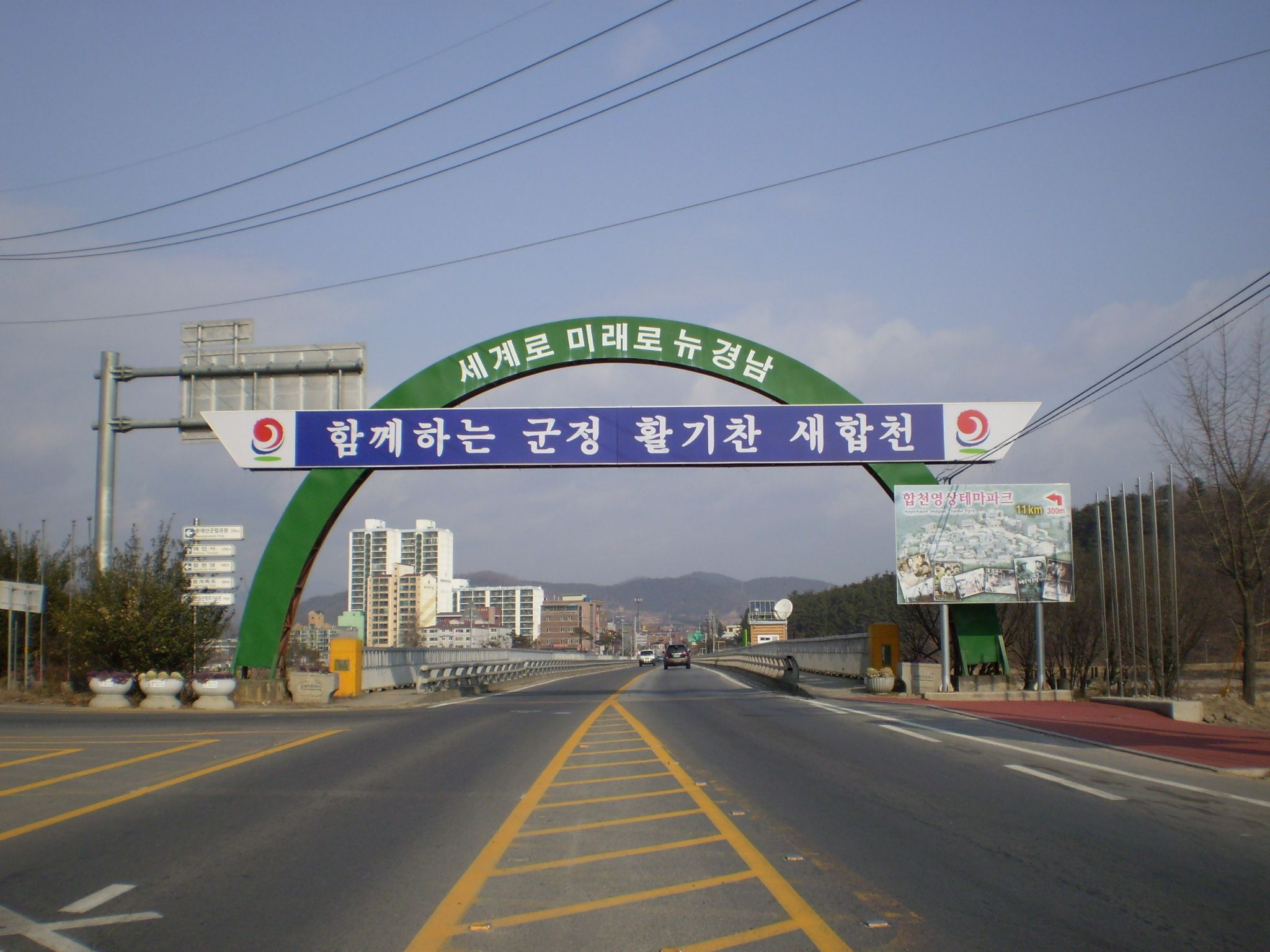
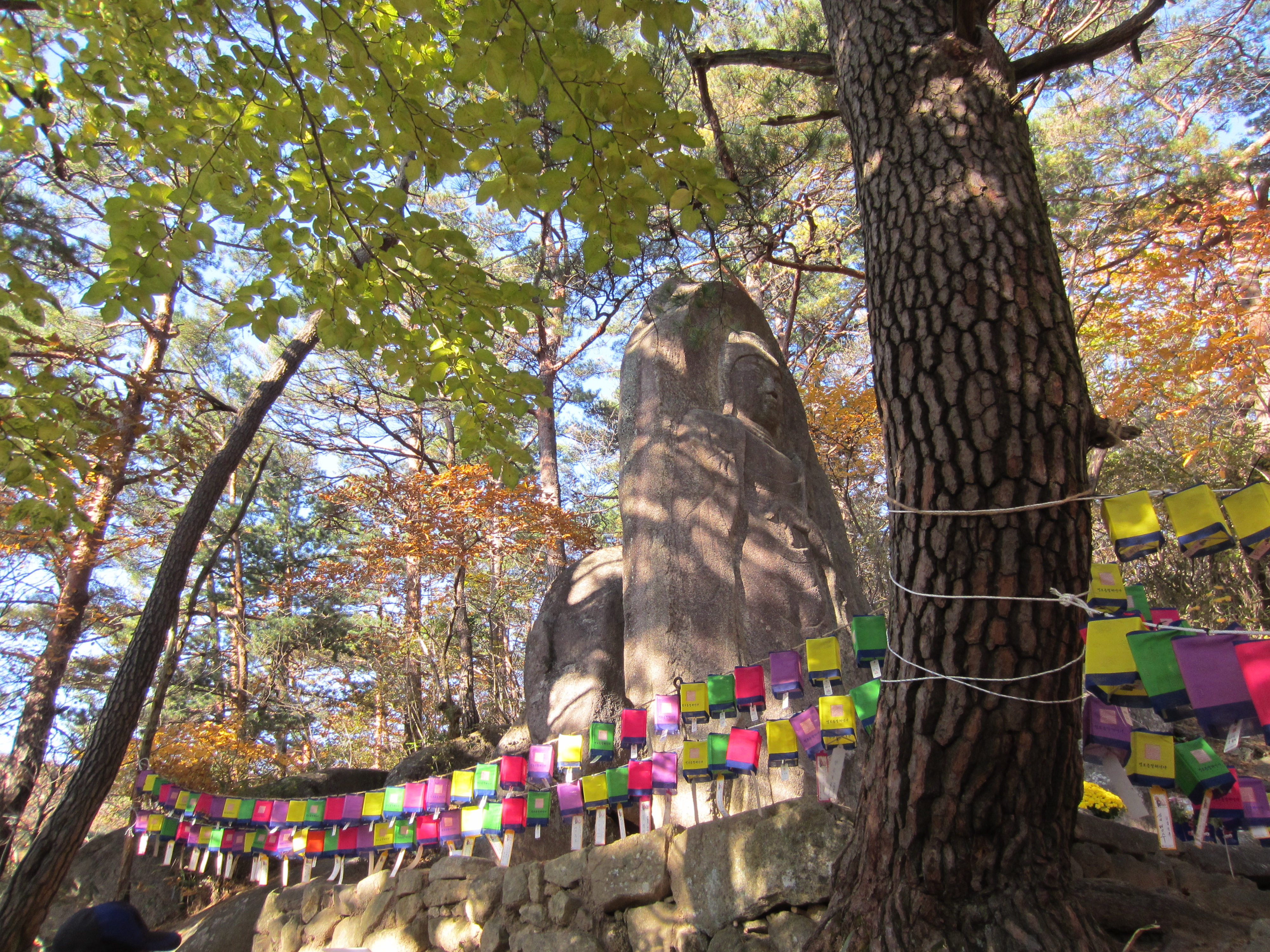
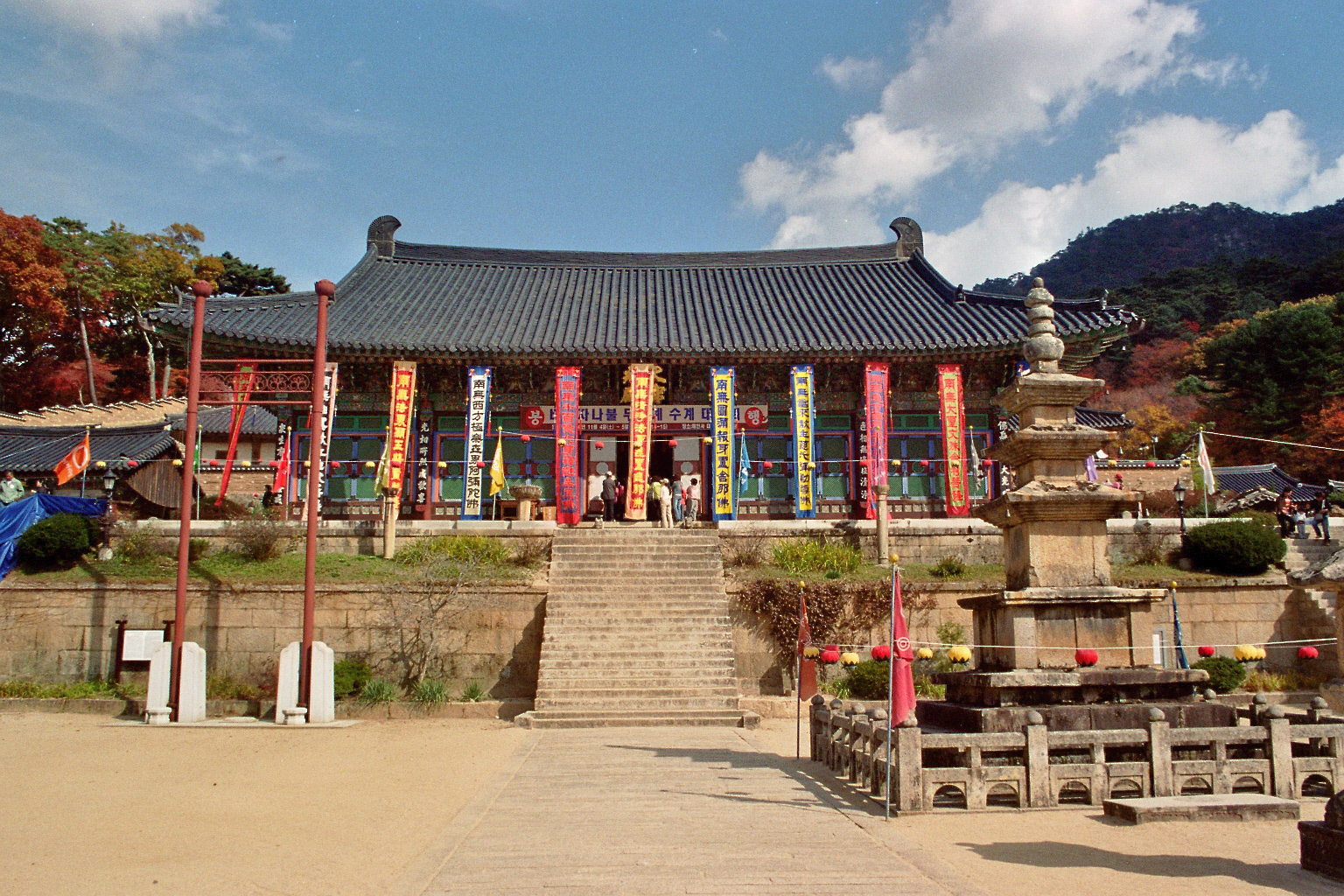

## Clima
| Parámetros climáticos promedio de Hapcheon (1981–2010) | Parámetros climáticos promedio de Hapcheon (1981–2010) | Parámetros climáticos promedio de Hapcheon (1981–2010) | Parámetros climáticos promedio de Hapcheon (1981–2010) | Parámetros climáticos promedio de Hapcheon (1981–2010) | Parámetros climáticos promedio de Hapcheon (1981–2010) | Parámetros climáticos promedio de Hapcheon (1981–2010) | Parámetros climáticos promedio de Hapcheon (1981–2010) | Parámetros climáticos promedio de Hapcheon (1981–2010) | Parámetros climáticos promedio de Hapcheon (1981–2010) | Parámetros climáticos promedio de Hapcheon (1981–2010) | Parámetros climáticos promedio de Hapcheon (1981–2010) | Parámetros climáticos promedio de Hapcheon (1981–2010) | Parámetros climáticos promedio de Hapcheon (1981–2010) |
| Mes                                                    | Ene.                                                   | Feb.                                                   | Mar.                                                   | Abr.                                                   | May.                                                   | Jun.                                                   | Jul.                                                   | Ago.                                                   | Sep.                                                   | Oct.                                                   | Nov.                                                   | Dic.                                                   | Anual                                                  |
| ------------------------------------------------------ | ------------------------------------------------------ | ------------------------------------------------------ | ------------------------------------------------------ | ------------------------------------------------------ | ------------------------------------------------------ | ------------------------------------------------------ | ------------------------------------------------------ | ------------------------------------------------------ | ------------------------------------------------------ | ------------------------------------------------------ | ------------------------------------------------------ | ------------------------------------------------------ | ------------------------------------------------------ |
| Temp. máx. media (°C)                                  | 6.7                                                    | 9.2                                                    | 14.0                                                   | 20.6                                                   | 25.0                                                   | 28.0                                                   | 29.9                                                   | 30.7                                                   | 26.8                                                   | 22.2                                                   | 15.3                                                   | 9.2                                                    | 19.8                                                   |
| Temp. media (°C)                                       | -0.5                                                   | 1.9                                                    | 6.8                                                    | 13.0                                                   | 17.9                                                   | 21.9                                                   | 25.0                                                   | 25.4                                                   | 20.7                                                   | 14.2                                                   | 7.5                                                    | 1.6                                                    | 13.0                                                   |
| Temp. mín. media (°C)                                  | -6.1                                                   | -4.2                                                   | 0.4                                                    | 5.8                                                    | 11.2                                                   | 16.6                                                   | 21.2                                                   | 21.4                                                   | 16.0                                                   | 8.3                                                    | 1.5                                                    | -4.1                                                   | 7.3                                                    |
| Precipitación total (mm)                               | 21.9                                                   | 34.7                                                   | 53.2                                                   | 74.0                                                   | 97.4                                                   | 168.9                                                  | 287.4                                                  | 294.5                                                  | 158.0                                                  | 38.3                                                   | 32.0                                                   | 15.2                                                   | 1275.6                                                 |
| Días de precipitaciones (≥ 0.1 mm)                     | 3.8                                                    | 4.8                                                    | 6.5                                                    | 7.7                                                    | 8.6                                                    | 9.5                                                    | 13.5                                                   | 12.9                                                   | 8.7                                                    | 4.5                                                    | 4.7                                                    | 3.4                                                    | 88.6                                                   |
| Horas de sol                                           | 188.4                                                  | 185.0                                                  | 205.4                                                  | 218.8                                                  | 227.1                                                  | 183.7                                                  | 160.0                                                  | 176.9                                                  | 171.0                                                  | 202.1                                                  | 174.2                                                  | 182.2                                                  | 2277.7                                                 |
| Humedad relativa (%)                                   | 63.4                                                   | 61.5                                                   | 60.0                                                   | 58.9                                                   | 63.4                                                   | 69.3                                                   | 76.2                                                   | 76.3                                                   | 75.5                                                   | 71.7                                                   | 68.9                                                   | 65.7                                                   | 67.6                                                   |
| Fuente: Korea Meteorological Administration            |                                                        |                                                        |                                                        |                                                        |                                                        |                                                        |                                                        |                                                        |                                                        |                                                        |                                                        |                                                        |                                                        |